# Broome Pinniger
Broome Eric Pinniger (Saharanpur, 28 december 1902 - Edinburgh, 30 december 1996) was een Indiaas hockeyer. 
Pinniger won met de Indiase ploeg de olympische gouden medaille in 1928 en 1932. Hammond weigerde deel te te nemen aan de Olympische Zomerspelen 1936.

## Resultaten
- 1928  Olympische Zomerspelen in Amsterdam
- 1932  Olympische Zomerspelen in Los Angeles